# Comunitat de comunes del País d'Ancenis

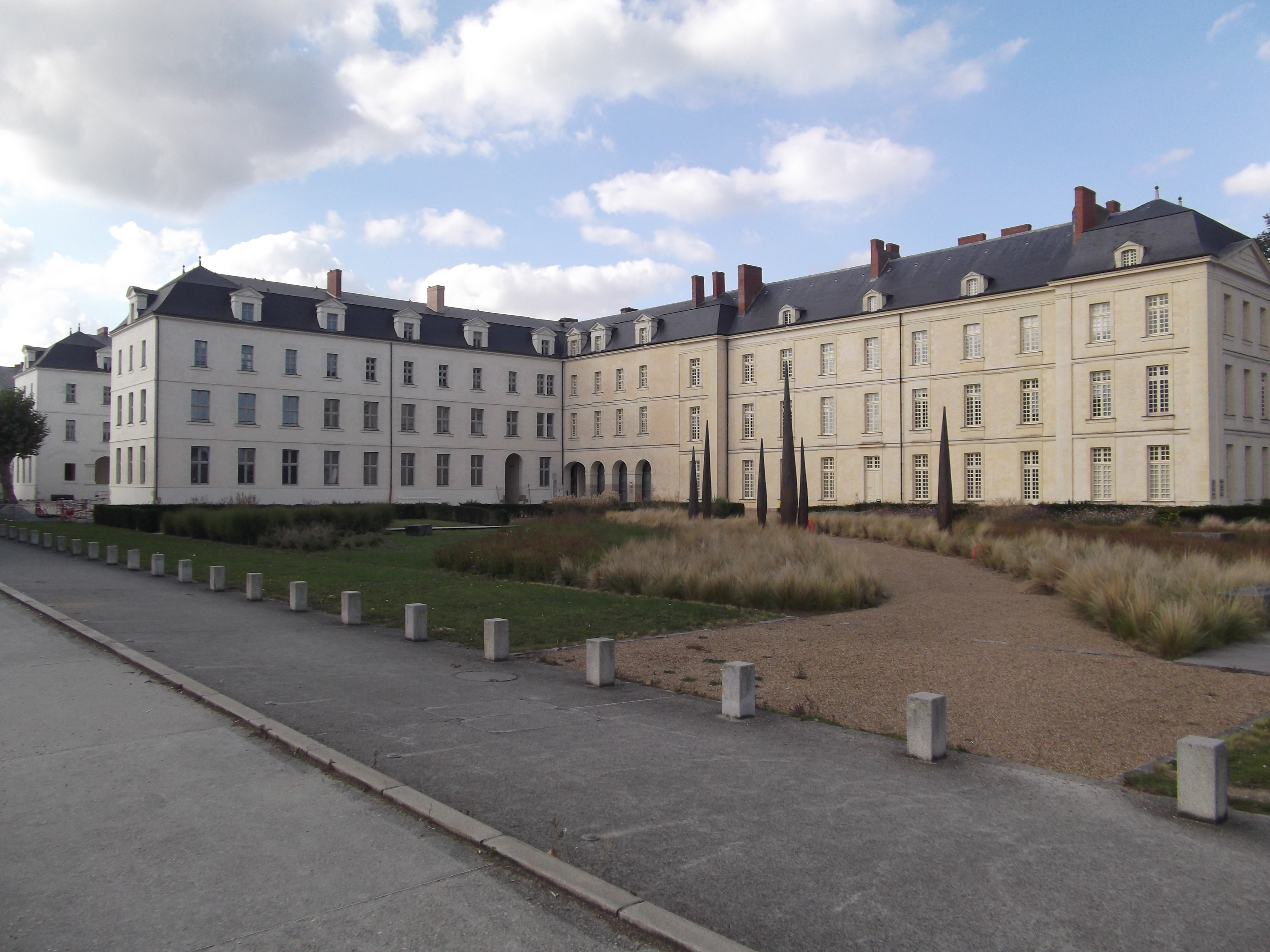
Seu de la COMPA, antic convent de les ursulines

La comunitat de comunes del país d'Ancenis (en francès communauté de communes du pays d'Ancenis) és una estructura intercomunal francesa, situada al departament del Loira Atlàntic a la regió País del Loira. Té una extensió de 798,06 kilòmetres quadrats i una població de 64.234 habitants (2014).

## Composició
Agrupa 25 comunes :
1. Ancenis
2. Bonnœuvre
3. Le Cellier
4. Couffé
5. Ingrandes-Le Fresne-sur-Loire (Maine i Loira)
6. Joué-sur-Erdre
7. La Roche-Blanche
8. Le Pin
9. Ligné
10. Loireauxence
11. Maumusson
12. Mésanger
13. Montrelais
14. Mouzeil
15. Oudon
16. Pannecé
17. Pouillé-les-Côteaux
18. Riaillé
19. Saint-Géréon
20. Saint-Mars-la-Jaille
21. Saint-Sulpice-des-Landes
22. Teillé
23. Trans-sur-Erdre
24. Vair-sur-Loire
25. Vritz